# Ji Chunmei
Ji Chunmei (chinesisch 季春美, Pinyin Jì Chūnměi; * 14. Februar 1986 in Jiangsu) ist eine ehemalige chinesische Tennisspielerin.

## Karriere
Ji Chunmei gewann ihren einzigen WTA-Titel im September 2007 beim Wismilak International auf Bali. Mit ihrer Doppelpartnerin Sun Shengnan besiegte sie dort im Endspiel Jill Craybas und Natalie Grandin mit 6:3 und 6:2. Auf dem ITF Women’s Circuit gewann sie zehn weitere Doppeltitel.
Ihre einzige Partie für die chinesische Fed-Cup-Mannschaft spielte sie 2007 in der Begegnung gegen Belgien; sie gewann ihr Doppel, ebenfalls zusammen mit Sun Shengnan, in zwei glatten Sätzen.
Ihre letzte Partie auf der Profitour spielte Ji Chunmei im März 2012.

## Turniersiege

### Doppel
| Nr. | Datum              | Turnier | Kategorie    | Belag     | Partnerin    | Finalgegnerinnen             | Ergebnis |
| --- | ------------------ | ------- | ------------ | --------- | ------------ | ---------------------------- | -------- |
| 1   | 16. September 2007 | Bali    | WTA Tier III | Hartplatz | Sun Shengnan | Jill Craybas Natalie Grandin | 6:3, 6:2 |

## Abschneiden bei Grand-Slam-Turnieren

### Doppel
| Turnier         | 2007 | 2008 | Karriere |
| --------------- | ---- | ---- | -------- |
| Australian Open | —    | 2    | 2        |
| French Open     | —    | 1    | 1        |
| Wimbledon       | 1    | 1    | 1        |
| US Open         | 1    | —    | 1        |